# یواس‌اس ال‌اس‌ام (آر)-۱۹۱
یواس‌اس ال‌اس‌ام(آر)-۱۹۱ (به انگلیسی: USS LSM(R)-191) یک کشتی بود که طول آن ۲۰۳ فوت ۶ اینچ (۶۲٫۰۳ متر) بود. این کشتی در سال ۱۹۴۴ ساخته شد.